# Rémálmok sikátora (film)
A Rémálmok sikátora (eredeti cím: Nightmare Alley) 2021-es koprodukciós neo-noir lélektani filmthriller, amelyet saját és Kim Morgan forgatókönyvéből Guillermo del Toro rendezett. William Lindsay Gresham 1946-os azonos című regényének feldolgozása, annak második nagyjátékfilmes adaptációja az 1947-es A sarlatán után. A főszerepben Bradley Cooper, Cate Blanchett, Toni Collette, Willem Dafoe, Richard Jenkins, Rooney Mara, Ron Perlman, Mary Steenburgen és David Strathairn látható.
Az Amerikai Egyesült Államokban 2021. december 17-én mutatták be. Magyarországon 2022. február 3-án került mozikba a Fórum Hungary forgalmazásában.

## Cselekmény
1939-ben Stan Carlisle egy elrejt egy holttestet  egy lepukkant ház padlódeszkái alá, mielőtt felgyújtja azt. Aznap este besétál egy vándor karneválra, és megnéz egy geek show-t, amelyben egy elmebeteg férfi élő csirkét eszik. Az előadásról távozva összefut a karnevál erős emberével, Brunóval, és egy éjszakára ideiglenes munkát ajánl neki. Később a karneváltulajdonos Clem meggyőzi, hogy vállaljon állandó állást, és elkezd dolgozni „Madame Zeena”-val, a karnevál látnoki műsorvezetőjével és alkoholista férjével, Pete-tel.
Stan beleszeret Molly-ba, és megkéri, hogy hagyja el vele a karnevált, de a lány visszautasítja. Madame Zeena és Pete megtanítják Stant, hogyan használja a kódolt nyelvet és a hidegolvasó trükköket, amelyeket a műsorukban alkalmaznak, ugyanakkor óva intik attól, hogy úgy tegyen, mintha halottakkal beszélne. Stan azt is megtudja, hogy Clem problémás alkoholistákat bérel fel „geeknek”, majd ópiummal kevert alkoholt ad nekik, hogy maradjanak. Egyik este Pete alkoholt kér Stantől. Másnap reggel Pete-et holtan találják.
A helyi rendfenntartó erők rajtaütnek a karneválon, miután kapnak egy fülest a geek show-ról. Stan megmenti a karnevált a hidegvérű olvasási képességeivel, megnyugtatja a helyi seriffet, és manipulálja őt, hogy engedékenységet tanúsítson. Röviddel ezután Molly beleegyezik, hogy elhagyja a karnevált Stannel.
Két évvel később Stan sikeresen újra feltalálta magát, és Mollyval az asszisztenseként látnoki műsort ad a gazdag buffalói elitnek. Kapcsolatuk megromlott, mivel Stan a fellépésük során tökéletességet követel Mollytól. Egy előadásuk során félbeszakítja őket Dr. Lilith Ritter pszichológus, aki megpróbálja leleplezni a trükkjeiket. Stan felülmúlja és megalázza Rittert hidegolvasási képességeivel, majd hidegolvasásból megismeri a szintén Ritter asztalánál ülő férfit, Kimball bírót. A műsor után a bíró felajánlja, hogy fizet Stan-nek egy magánkonzultációért, hogy segítsen neki és feleségének kommunikálni halott fiukkal. Molly tiltakozása ellenére Stan beleegyezik.
Stan találkozik Ritterrel, hogy információt kérjen Kimballról, és cserébe pénzt ajánl fel. Ritter ehelyett arra kéri Stant, hogy üljön be egy pszichoterápiás kezelésre, ahol megtudja, hogy Stan ölhette meg Pete-et. Aznap este Madame Zeena, Bruno és az őrnagy rögtönzött látogatást tesznek, amikor Madame Zeena azt állítja, hogy a kártyákból tudja, hogy Stan „kísértetműsort” fog adni, és figyelmezteti, hogy ne tegye.
Ritter információival felfegyverkezve Stan sikeres olvasást tart Kimballnak és feleségének. Felajánlja, hogy megosztja a nyereséget Ritterrel, de ő visszautasítja, és beleegyezik, hogy a pénzt saját gondjaira bízza, hogy elrejtse Molly elől. Stan tájékoztatja Rittert, hogy Kimball felajánlotta, hogy bemutatja őt Ezra Grindle-nek, Ritter egy nagyon gazdag korábbi betegének. A nő információkkal látja el Stant Grindle múltjáról, nevezetesen arról, hogyan kényszerített abortuszra egy Dorrie nevű fiatal nőt. Stan és Ritter romantikus kapcsolatba kezdenek, és a férfi inni kezd.
Stan folytatja a találkozókat Grindle-lel, aki azt követeli, hogy Stan egy szeánszon materializálja Dorrie szellemét. Stan beleegyezik, és azt tervezi, hogy Molly távolról Dorrie szerepét játssza. Molly eleinte elutasítja, de enged azzal az ígérettel, hogy elhagyhatja Stant, ha együttműködik. Azon a napon, amikor Stan azt tervezi, hogy Dorrie materializálódik, Kimball felesége megöli a férjét, és öngyilkos lesz, hogy újra együtt lehessen a fiával. Aznap este Grindle rájön, hogy Stan átveri őt, amikor Molly álruháját közelebbről megvizsgálja. Miután Grindle megfenyegeti Stant és megüti Mollyt, Stan agyonveri Grindle-t, majd autójával elgázolja Grindle testőrét. Molly elborzadva távozik.
Stan megérkezik Ritter irodájába, hogy megszerezze a pénzét, de a nő elárulja őt, és visszatartja szinte az összes megtakarítását. Rátámad a nőre, de kénytelen menekülni, amikor megérkeznek a biztonságiak. Egy flashbackből kiderül, hogy megölte ágyhoz kötött apját azzal, hogy szándékosan hipotermiának] tette ki, mielőtt felgyújtotta a házát.
Miközben a csavargókörúton utazva alkoholizmusba süllyed, Stan látja a Madame Zeenát reklámozó hirdetéseket. Stan talál egy új karnevált, és a tulajdonostól megtudja, hogy a régi karneválja megszűnt. Mivel Stan rájön, hogy nem fogja megtalálni Madame Zeenát vagy Mollyt, kétségbeesetten felajánlja mentalista műsorát a karnevál tulajdonosának, aki elutasítja azt ápolatlan külsejére és a műsor divatjamúlt voltára hivatkozva. A tulajdonos ekkor felajánl neki egy italt és ideiglenes munkát mint geek. Stan elfogadja az ajánlatot, és könnyes szemmel közli a tulajjal, hogy „erre született”, mielőtt nevetésben törne ki.

## Szereplők
| Szerep                        | Színész               | Magyar hang          |
| ----------------------------- | --------------------- | -------------------- |
| Stanton "Stan" Carlisle       | Bradley Cooper        | Rajkai Zoltán        |
| Dr. Lilith Ritter             | Cate Blanchett        | Für Anikó            |
| Zeena Krumbein                | Toni Collette         | Bertalan Ágnes       |
| Clement "Clem" Hoately        | Willem Dafoe          | Végh Péter           |
| Ezra Grindle                  | Richard Jenkins       | Hirtling István      |
| Mary Elizabeth "Molly" Cahill | Rooney Mara           | Bánfalvi Eszter      |
| Bruno                         | Ron Perlman           | Reviczky Gábor       |
| Felicia Kimball               | Mary Steenburgen      | Kiss Mari            |
| Peter "Pete" Krumbein         | David Strathairn      | Csankó Zoltán        |
| Anderson                      | Holt McCallany        | Schneider Zoltán     |
| Kimball bíró                  | Peter MacNeill        | Harsányi Gábor       |
| Az őrnagy                     | Mark Povinelli        | Nagypál Gábor        |
| Jedediah Judd rendőrbíró      | Jim Beaver            | Faragó András        |
| Vurstlis                      | Tim Blake Nelson      | Rába Roland          |
| Humbug Jack                   | Clifton Collins Jr.   | Kaszás Gergő         |
| Rémlény                       | Paul Anderson         | Bányai Kelemen Barna |
| Louise Hoatley                | Lara Jean Chorostecki | Ágoston Katalin      |

### Magyar változat
- Magyar szöveg: Gáspár Bence
- Hangmérnök: Gábor Dániel
- Vágó: Sári-Szemerédi Gabriella
- Gyártásvezető: Fehér József
- Szinkronrendező: Majoros Eszter
- Produkciós vezető: Hagen Péter

A szinkron a Disney Character Voices International megbízásából a Mafilm Audio Kft. készítette.

## A film készítése
A filmet 2017 decemberében jelentették be, amikor Guillermo del Toro elárulta, hogy ő írja és rendezi William Lindsay Gresham 1946-os regényének filmadaptációját. A film del Toro számára újdonságot jelent, mivel korábbi filmjeivel ellentétben nem tartalmaz természetfeletti elemeket. Del Toro úgy gondolta, hogy ez Gresham regényének önálló adaptációja, nem pedig az 1947-es filmváltozat remake-je, amelyben Tyrone Power játszotta a főszerepet.